# Episodi di The O.C. (seconda stagione)
La seconda stagione di The O.C. è stata trasmessa negli Stati Uniti in prima visione sul canale televisivo Fox dal 4 novembre 2004 al 19 maggio 2005. 
In Italia, la stagione è stata trasmessa su Italia 1 dal 10 gennaio al 22 marzo 2006.
| nº | Titolo originale                   | Titolo italiano            | Prima TV USA     | Prima TV Italia  |
| -- | ---------------------------------- | -------------------------- | ---------------- | ---------------- |
| 1  | The Distance                       | Distanti                   | 4 novembre 2004  | 10 gennaio 2006  |
| 2  | The Way We Were                    | Come eravamo               | 11 novembre 2004 | 10 gennaio 2006  |
| 3  | The New Kids on the Block          | La solitudine              | 18 novembre 2004 | 11 gennaio 2006  |
| 4  | The New Era                        | Una nuova era              | 2 dicembre 2004  | 11 gennaio 2006  |
| 5  | The SnO.C.                         | Pugni e baci               | 9 dicembre 2004  | 18 gennaio 2006  |
| 6  | The Chrismukkah That Almost Wasn't | Il giorno della festa      | 16 dicembre 2004 | 18 gennaio 2006  |
| 7  | The Family Ties                    | Quadretti familiari        | 6 gennaio 2005   | 25 gennaio 2006  |
| 8  | The Power of Love                  | La forza dell'amore        | 13 gennaio 2005  | 25 gennaio 2006  |
| 9  | The Ex-Factor                      | Il fattore "ex"            | 20 gennaio 2005  | 1º febbraio 2006 |
| 10 | The Accomplice                     | Il complice                | 27 gennaio 2005  | 1º febbraio 2006 |
| 11 | The Second Chance                  | Una seconda occasione      | 3 febbraio 2005  | 8 febbraio 2006  |
| 12 | The Lonely Hearts Club             | Il club dei cuori solitari | 10 febbraio 2005 | 8 febbraio 2006  |
| 13 | The Father Knows Best              | Il test del DNA            | 17 febbraio 2005 | 15 febbraio 2006 |
| 14 | The Rainy Day Women                | Le donne della pioggia     | 24 febbraio 2005 | 15 febbraio 2006 |
| 15 | The Mallpisode                     | La cartolina               | 10 marzo 2005    | 20 febbraio 2006 |
| 16 | The Blaze of Glory                 | La fiamma della gloria     | 17 marzo 2005    | 20 febbraio 2006 |
| 17 | The Brothers Grim                  | Fratelli di sangue         | 24 marzo 2005    | 1º marzo 2006    |
| 18 | The Risky Business                 | L'asta di beneficenza      | 7 aprile 2005    | 1º marzo 2006    |
| 19 | The Rager                          | Buon compleanno            | 14 aprile 2005   | 7 marzo 2006     |
| 20 | The O.C. Confidential              | O.C. Confidential          | 21 aprile 2005   | 7 marzo 2006     |
| 21 | The Return of the Nana             | Il ritorno della nonna     | 28 aprile 2005   | 15 marzo 2006    |
| 22 | The Showdown                       | La resa dei conti          | 5 maggio 2005    | 15 marzo 2006    |
| 23 | The O.Sea                          | Guerre stellari            | 12 maggio 2005   | 22 marzo 2006    |
| 24 | The Dearly Beloved                 | Il caro estinto            | 19 maggio 2005   | 22 marzo 2006    |

## Distanti
- Titolo originale: The Distance
- Diretto da: Ian Toynton
- Scritto da: Josh Schwartz

### Trama
Seth, a fine estate, ancora non si è deciso a tornare a casa e Kirsten, preoccupatissima, litiga con Sandy, chiedendogli di riportarlo a casa; anche Summer si è arrabbiata molto per la partenza improvvisa del fidanzato e si consola uscendo con Zach. Sandy decide di chiedere aiuto a Ryan per convincerlo a tornare, ma questi decide di non partire per non ferire Teresa. Anche Marissa se la passa male: non riesce ad andare avanti senza bere ogni giorno; Caleb inoltre teme la bancarotta ed è ossessionato dall'idea di essere spiato. Ryan alla fine decide di andare a Portland, perché è lì, e più precisamente a casa di Luke Ward, che Seth si è rifugiato: i due sembrano andare d'accordo come sempre. Mentre è lì Teresa lo chiama dicendogli che ha perso il bambino e che non serve che lui torni a casa dal momento che ora non ne ha più motivo; in realtà però è una bugia che Teresa escogita per lasciarlo andare. Alla fine Seth e Ryan decidono di tornare a Newport per la felicità di Sandy e Kirsten.
- Altri interpreti: Chris Carmack (Luke Ward), Brian McNamara (Carson Ward), Navi Rawat (Theresa Diaz), Nicholas Gonzalez (DJ), Bruno Amato (Archie), Cynthia Avila (Eva), Robin Paul (Amanda), Julie Skon (Jane), LynNita Puma (Acquirente della barca n. 1)

## Come eravamo
- Titolo originale: The Way We Were
- Diretto da: Michael Lange
- Scritto da: Allan Heinberg

### Trama
Seth e Ryan temono il rientro a scuola dal momento che devono affrontare le loro ex ragazze: Summer è ancora molto arrabbiata e non vuole avere a che fare con Seth, Marissa invece è contenta del ritorno di Ryan, sebbene si senta in colpa per aver intrapreso una relazione clandestina con DJ, il giardiniere. Hailey sta ancora con Jimmy, assieme al quale ha passato una bellissima estate, ora però non sa come dirgli di aver ricevuto un'offerta di lavoro dal Giappone; quando glielo comunica questi le chiede di sposarlo, ma lei deciderà di partire ugualmente. Quando Julie scopre che il marito è indagato minaccia Sandy dicendogli che se Caleb finisce in bancarotta anche Kirsten farà la stessa fine; allo stesso tempo è arrabbiata anche con il marito perché non gliene ha parlato prima del matrimonio. Ryan va da Summer per scusarsi sostenendo che se Seth l'ha lasciata è stato per colpa sua e lei gli consiglia di parlare con Marissa; quando lui decide di andare a casa sua la vede baciarsi con DJ e se ne va sconvolto; così lui decide che forse è meglio restare amici. Neanche Seth riesce a far pace con Summer, che preferisce Zach a lui. La serata peggiora ulteriormente quando Caleb viene arrestato.
- Altri interpreti: Amanda Righetti (Hailey Nichol), Michael Cassidy (Zach Stevens), Nicholas Gonzalez (DJ), Bruno Amato (Archie), Michelle Hurd (Ms. Fisher), Greg Callahan (Poliziotto in incognito)

## La solitudine
- Titolo originale: The New Kids on the Block
- Diretto da: Lev L. Spiro
- Scritto da: Stephanie Savage

### Trama
A scuola Ryan conosce, in un modo un po' avventuroso, Lindsay, una nuova arrivata, con la quale sulle prime riesce solo a litigare; Seth invece, dopo essersi autoconvinto di essere egoista, decide di farsi assumere in un bar pur di recuperare dei biglietti per un concerto che vuole regalare a Summer e al suo nuovo fidanzato; qui conosce Alex, la ragazza che supervisiona il locale. Sandy si licenzia dal suo studio poiché gli voleva impedire di rappresentare legalmente il suocero. Zach si dimostra molto comprensivo decidendo di non andare al concerto per dare la possibilità a Summer e Seth di chiarirsi e a lei di capire chi è che vuole davvero. Caleb comunica alla figlia e a Sandy di voler dare le dimissioni e di aver deciso di nominare Julie nuovo presidente del Newport Group, con grande delusione di Kirsten. Al concerto Summer viene a conoscenza della fatica fatta da Seth per procurarsi i biglietti e gliene è grata, ma lui rovina tutto baciandola; questo la porta alla decisione di presentare Zach al padre. Anche Ryan e Lindsay superano le iniziali difficoltà e cominciano a fare amicizia.
- Altri interpreti: Michael Nouri (Dr. Neil Roberts), Michael Cassidy (Zach Stevens), Shannon Lucio (Lindsay Gardner), Perry Anzilotti (Mr. Greenburg), Olivia Wilde (Alex Kelly), Kady Cole (Kristen), Sterling Jones (Rockettaro figo), Paydin LoPachin (Michelle), Natasha Rouhani (Hostess), The Walkmen (Loro stessi), Mark L. Young (Geek)

## Una nuova era
- Titolo originale: The New Era
- Diretto da: Michael Fresco
- Scritto da: J.J. Philbin

### Trama
Seth è deciso a trovarsi una nuova fidanzata e punta Lindsay, chiedendo a Ryan di organizzargli un appuntamento con lei; Lindsay accetta, ma solo perché pensava che Ryan le stesse chiedendo un appuntamento con lui, anche Ryan ci resta male quando lei acconsente ugualmente. Caleb è ancora indagato, ma non si decide a dire a Sandy il perché dei versamenti sul conto di un membro del consiglio, fatto che fa pensare ad una corruzione. Marissa decide di scusarsi con DJ e gli chiede di vedersi, mentre Seth, sorpreso dal fatto che Lindsay abbia accettato, chiede a Ryan di uscire con loro e supplica Alex di accompagnarlo. Julie inizia a rendersi conto delle difficoltà del dirigere un'azienda e chiede aiuto a Jimmy che le consiglia di conquistare i clienti come solo lei sa fare: questa decide allora di organizzare un party a casa di Kirsten. Nel frattempo l'appuntamento a 4 non procede molto bene infatti le nuove coppie hanno dei gusti troppo diversi per andare d'accordo; le coppie così si riformano: Ryan si rende conto di essere attratto da Lindsay e Alex bacia Seth. Sandy scopre Caleb mentre passa dei soldi ad una donna e pensa che i due abbiano una storia, ma lui non si decide a confidargli nulla.
- Altri interpreti: Michael Cassidy (Zach Stevens), Shannon Lucio (Lindsay Gardner), Nicholas Gonzalez (DJ), Gregory Itzin (Stephen Herbert), Olivia Wilde (Alex Kelly), The Killers (Loro stessi)

## Pugni e baci
- Titolo originale: The SnO.C.
- Diretto da: Ian Toynton
- Scritto da: John Stephens

### Trama
A scuola viene organizzata l'ennesima festa e nessuno sa chi invitare; una cosa per Zach è certa: a Summer piace ancora Seth dal momento che ci litiga in continuazione. Ryan è deciso a procedere con calma con Lindsay, ma questa dice fin dall'inizio che preferisce restargli amica per paura dell'imbarazzo che ci sarebbe se mai si dovessero lasciare; anche Seth ci resta male quando Alex gli dice che per lei un bacio non significa nulla. Marissa decide di non invitare DJ per non far scoprire la loro relazione alla madre, ma i suoi piani sfumano quando lei li trova in camera insieme. Nel frattempo, con il processo in avvicinamento, Sandy è deciso a scoprire le macchinazioni e i segreti di Caleb che non è più rintracciabile. Quando finalmente Lindsay si decide ad invitare Ryan al ballo scopre che questi si è già messo d'accordo con Marissa per andarci insieme come amici; Zach decide di non andare e Seth si licenzia per attirare l'attenzione di Alex. Infine si ritrovano ad andare alla festa i soliti 4: Ryan, Marissa, Seth e Summer con grande imbarazzo di questi ultimi; quando arriva Zach e li vede ballare insieme si arrabbia e dà un pugno a Seth conquistando una volta per tutte la sua ragazza; Julie e Jimmy si riavvicinano e si baciano. Ryan invece va da Lindsay per chiederle di mettersi con lui e lei, dopo averci pensato va a casa sua ed accetta; qui incontra la madre che è la donna a cui Caleb paga gli alimenti: si scopre così che Lindsay e Kirsten sono sorellastre. 
- Altri interpreti: Michael Cassidy (Zach Stevens), Shannon Lucio (Lindsay Gardner Nichol), Nicholas Gonzalez (DJ), Kathleen York (Renee Wheeler), Olivia Wilde (Alex Kelly), Chriss Anglin (Homer), Monika Jolly (Mandy), Camille Langfield (Mrs. Donovan).

## Il giorno della festa
- Titolo originale: The Chrismukkah That Almost Wasn't
- Diretto da: Tony Wharmby
- Scritto da: Josh Schwartz

### Trama
Si sta avvicinando il Natale e Seth organizza come ogni anno il Chrismukkah senza l'entusiasmo di tutti gli altri membri della famiglia; nel frattempo Julie e Jimmy si sono riavvicinati. Sandy cerca di convincere Renee, la madre di Lindsay, a confessare tutto, ma lei si rifiuta per non far soffrire la figlia. Il giorno della cena in famiglia sono invitati, per errore, proprio tutti: la famiglia Cooper-Nichol con Jimmy e Marissa, Lindsay e perfino Summer; parlando con Sandy, Seth e Ryan scoprono che Lindsay è la figlia illegittima di Caleb e ne restano sconvolti; decidono così di annullare l'invito per lei, Summer e Marissa, ma non riescono nel loro intento visto l'entusiasmo delle ragazze. La sera del Chrismukkah Renee e Caleb decidono di rivelare la verità e Lindsay, Kirsten e Julie non la prendono molto bene. Lindsay sconvolta dice a Ryan di non volerlo vedere più per non avere contatti con la sua famiglia, ma Kirsten invece decide di incontrarla e conoscerla meglio. I Cohen non si scoraggiano e decidono di organizzare il Chrismukkah a casa di Lindsay.
- Altri interpreti: Shannon Lucio (Lindsay Gardner), Kathleen York (Renee Wheeler)

## Quadretti familiari
- Titolo originale: The Family Ties
- Diretto da: Lesli Glatter
- Scritto da: Drew Z. Greenberg & Josh Schwartz

### Trama
Ryan non sa più se considerare Lindsay sua parente o fidanzata e Kirsten, non sapendo della relazione tra i due, non aiuta volendo ammetterla in famiglia; Lindsay però sembra ben intenzionata a continuare la loro storia nonostante tutto. Zach a scuola confida a Seth di aver baciato una sua ex fidanzata e di non saper come comportarsi con Summer, lui gli consiglia di rivelarle tutto con sincerità. Nel frattempo la storia tra Julie e Jimmy continua nonostante la caduta di tutte le accuse a carico di Caleb; Marissa e DJ li scoprono durante uno dei loro incontri amorosi con grande rabbia di lei. Seth invece non sa come conquistare una volta per tutte Alex che lo considera soltanto un ragazzo "gentile". Marissa litiga con Jimmy riguardo alla storia con la madre e lui decide di trasferirsi per non ferire nessuno e ricadere negli stessi errori, decisione che Marissa non prenderà bene. Ad un concerto Lindsay e Ryan si rendono conto che portare avanti la loro relazione è piuttosto difficile mentre Seth, ubriaco, rivela a Summer il segreto di Zach facendoli litigare. Il giorno dopo, alla festa per l'addio a Jimmy, Marissa, ubriaca, accusa i suoi genitori dicendo che per quanto la riguarda possono anche morire; Seth invece va da Alex prendendo la macchina di Caleb che ne denuncia la scomparsa: i poliziotti lo riportano a casa, ma almeno è finalmente riuscito a capire che quello che piace ad Alex di lui è proprio il fatto che sia un bravo ragazzo. Infine Ryan e Lindsay ritrovano la serenità e Jimmy e Marissa si chiariscono come anche Summer e Zach. 
- Altri interpreti: Michael Cassidy (Zach Stevens), Shannon Lucio (Lindsay Gardner), Nicholas Gonzalez (DJ), Olivia Wilde (Alex Kelly), John F. Beach (Valet), George Contreras (Tipo che fa surf), Dejon Mayes (Ufficiale di polizia), Veronique Vicari (Ragazza Punk), Isaac Brock (Sé stesso), Jeremiah Green (Sé stesso), Eric Judy (Sé stesso), Modest Mouse (Loro stessi)

## La forza dell'amore
- Titolo originale: The Power of Love
- Diretto da: Michael Lange
- Scritto da: John Stephens

### Trama
Ryan decide di mettere a conoscenza Kirsten della sua relazione con Lindsay, ma lei, che sta imparando a conoscere la sorella, gli chiede ancora un po' di tempo. Seth passa la notte da Alex e per questo Sandy lo mette in punizione, Summer ne viene a conoscenza e, gelosa, decide che anche per lei e Zach è venuto il momento di fare l'amore. Sandy e Kirsten invece sono in partenza per festeggiare il loro anniversario di cui lui si è completamente dimenticato. Kirsten scopre Ryan e Lindsay che si baciano e decide che non è il caso di partire, mentre Sandy vede Seth che tenta di svignarsela dalla finestra per andare da Alex; decide così di andare a parlare direttamente con lei per chiederle di provare a "raddrizzare" il figlio; lei si decide così a non vederlo più. Summer nel frattempo lascia intendere a Zach di voler fare l'amore con lui, ma questi fraintende e capisce che lei vorrebbe conoscere i suoi genitori; Kirsten invece capisce di non poter sopportare l'idea di Lindsay e Ryan e fa un passo indietro con lei chiedendole di considerarla solo un'amica. Ryan allo stesso tempo decide di lasciare Lindsay per non creare problemi a Kirsten. L'incontro di Summer con la madre e la sorella di Zach, impegnate per quanto riguarda politica e sociale, risulta un disastro e lei inizia a leggere giornali per tenersi aggiornata; Seth intanto chiede ad Alex di riavere indietro il suo lavoro. La sera, per poter uscire a cena tranquillamente Sandy ingaggia due poliziotti come baby sitter, ma Seth e Ryan riescono a fuggire ugualmente: raggiunti i figli al locale di Alex, Kirsten scopre che era tutta una messinscena: Sandy ha organizzato una stupenda festa a sorpresa per il loro anniversario! Nel frattempo DJ capisce che Marissa non lo ama quanto odia sua madre e i due decidono di lasciarsi; Ryan e Lindsay invece si chiariscono e si rimettono insieme.
- Altri interpreti: Michael Cassidy (Zach Stevens), Shannon Lucio (Lindsay Gardner), Nicholas Gonzalez (DJ), Jordan Baker (Elaine Stevens), Devin Sidell (Abigail Stevens), Olivia Wilde (Alex Kelly), Stephon Fuller (Fotografo), Michael Bailey Smith (Joe)

## Il fattore "ex"
- Titolo originale: The Ex-Factor
- Diretto da: Michael Fresco
- Scritto da: J.J. Philbin

### Trama
L'ex di Alex è arrivato in città e Seth non si dà pace temendo che i due decidano di rimettersi insieme; anche Lindsay teme il paragone con Marissa, sempre impeccabile e con la quale Ryan è riuscito a mantenere un buon rapporto. Kirsten invece, per far tornare in piedi l'azienda di famiglia decide di mettersi in affari con Sandy al quale era stato affidato l'incarico di occuparsi della costruzione di alcune villette; Julie però non è d'accordo preferendo a quest'idea quella di creare un giornale che sia la voce di Newport Beach: infine la seconda idea avrà la meglio nonostante il parere contrario di Caleb. Summer preoccupata per il fatto di essere riuscita a stare con Zach per ben sei mesi decide di organizzare una serata tra donne con Marissa e Lindsay. Ryan va al locale di Alex e lì conosce Jodie, la ex ragazza di Alex, restando shockato e tenta in tutti i modi di non farlo scoprire all'amico proponendo a lui e a Zach una serata tra uomini. Le ragazze vanno al locale di Alex e all'inizio sono un po' imbarazzate, ma poi riescono a rompere il ghiaccio grazie all'aiuto della vodka portata da Marissa; Ryan alla fine rivela a Seth che l'ex di Alex è una ragazza e questo lo spinge, con l'appoggio di Zach a raggiungere le ragazze. Arrivati lì Seth e Zach affrontano le rispettive ragazze e Ryan si occupa di Lindsay ubriaca. Avendola persa di vista pensa che sia finita in mare mentre in realtà si trova nel locale, quando lo viene a sapere litiga con Marissa dandole la colpa della sbronza. Alla fine però tutti si chiariscono e Alex e Marissa stringono un bel rapporto.
- Altri interpreti: Michael Cassidy (Zach Stevens), Shannon Lucio (Lindsay Gardner), Emmanuelle Chriqui (Jodie), Michael Simpson (Matt Miller), Olivia Wilde (Alex Kelly), Todd Bosley (Goffo geek n. 2), Ben Diskin (Philip, Geek n. 3), Kristen Pate (Isabelle), Mark L. Young (Geek prebuscente n. 1), Ben Carrigan (Sé stesso), Conor Deasy (Sé stesso), Kevin Horan (Sé stesso), Padraic McMahon (Sé stesso), Daniel Ryan (Sé stesso)

## Il complice
- Titolo originale: The Accomplice
- Diretto da: Ian Toynton
- Scritto da: Allan Heinberg

### Trama
Seth si sente confuso riguardo alla situazione con Alex dal momento che la sua ex è ancora a casa sua, ma non riesce a scucirle nulla riguardo ai suoi rapporti personali; Sandy invece, messosi in proprio, inizia ad organizzare la nuova situazione lavorativa. Lindsay, curiosa di conoscere il padre, spera di poterlo incontrare e per questo motivo Ryan decide di intercedere senza successo dal momento che i due non riescono a superare la reciproca antipatia. Al nuovo studio si presenta Max, professore di legge di Sandy, che gli chiede un favore: deve aiutarlo a trovare Rebecca, sua figlia nonché ex fidanzata di Sandy; questa, 22 anni prima è fuggita in Canada a seguito di un incidente nucleare da lei provocato. Seth e Zach, con grande scontento di una trascurata Summer, mettono in piedi l'idea di creare un fumetto autobiografico prendendo spunto dalle vicende di Orange County. Alla fine Caleb decide di invitare la figlia a cena e lei di portare Ryan, qui però scopre che il ragazzo è andato dal padre per convincerlo a chiamarla e Caleb, pensando che il fine sia il suo patrimonio, se ne va: Lindsay capisce così di non aver bisogno di un padre. Sandy durante le ricerche scopre che Rebecca è morta e Kirsten si rende conto della sua gelosia; Summer invece trova nella stanza di Seth dei disegni che la riguardano e ne resta molto colpita, chiedendogli di poterli tenere. Sandy incontratosi con Max per raccontargli della figlia si vede comparire davanti Rebecca.
- Altri interpreti: Michael Cassidy (Zach Stevens), Shannon Lucio (Lindsay Gardner), Emmanuelle Chriqui (Jodie), Jeffrey Dean Morgan (Joe Zukowski), Barry Newman (Professore Max Bloom), Olivia Wilde (Alex Kelly), Natalie Blalock (Gail Van Deepen), Kim Delaney (Rebecca Bloom)

## Una seconda occasione
- Titolo originale: The Second Chance
- Diretto da: Tony Wharmby
- Scritto da: Drew Z. Greenberg, Josh Schwartz

### Trama
Sandy decide di tenere all'oscuro Kirsten del fatto che si deve incontrare, per questioni legali, con Rebecca; Ryan invece le chiede aiuto riguardo alla questione Caleb-Lindsay e lei decide di organizzare una cena in casa che finirà male dal momento che durante un litigio con Ryan Caleb avrà un infarto. Nel frattempo il progetto del fumetto si evolve, con tanto di incontro con un editore amico del padre di Zach: la prospettiva di lavorare fianco a fianco per così tanto tempo però impensierisce Seth e Summer soprattutto quando questa deve posare in costume per farsi disegnare da lui. In ospedale, ormai fuori pericolo, Caleb si scusa con le figlie e sembra un uomo nuovo. Alex finalmente decide di chiudere la storia con Seth e questi di dire a Summer che per il bene della loro amicizia non dovrebbero passare molto tempo insieme, ma Zach non capisce il loro imbarazzo ed annuncia, pieno di entusiasmo, il loro prossimo viaggio a San Diego per conquistare gli editori. Sandy passa molto tempo in ufficio per difendere Rebecca dalle accuse che scopre essere infondate e Kirsten inizia ad insospettirsi fino al momento in cui la incontra per caso nel suo studio. Ryan e Lindsay decidono di fare una pausa per il bene di Caleb, mentre Marissa e Alex capiscono di piacersi e si mettono insieme.
- Altri interpreti: Kim Delaney (Rebecca Bloom), Michael Cassidy (Zach Stevens), Shannon Lucio (Lindsay Gardner), Barry Newman (Professore Max Bloom), Olivia Wilde (Alex Kelly), Bruce Katzman (Dr. Stephen Lasser), Rachael Yamagata (Sé stessa)

## Il club dei cuori solitari
- Titolo originale: The Lonely Hearts Club
- Diretto da: Ian Toynton
- Scritto da: J.J. Philbin

### Trama
Seth è preoccupato all'idea di andare a San Diego con Zach e Summer dal momento che pensa di nuovo a lei e pare che questo sia reciproco; Sandy invece viene a sapere che Kirsten ha scoperto tutto riguardo a Rebecca e si rassegna a passare un pessimo San Valentino. Caleb viene dimesso e Julie torna dal suo viaggio in Europa; Seth, Summer e Zach invece partono per San Diego pieni di aspettative. Julie si fa odiare immediatamente da Marissa obbligandola ad andare a cena insieme mentre Sandy, per non peggiorare la situazione con la moglie, decide di affidare il caso di Rebecca ad un altro avvocato. Caleb, per fare un favore alle figlie, decide di chiarirsi una volta per tutte con Ryan, ma come al solito il discorso sfocia in un litigio. Sandy si incontra con Max e, lasciatolo solo per pochi minuti, al ritorno lo trova morto. Nel frattempo l'incontro con l'editore va male a causa dell'agitazione di Seth che manda all'aria il progetto facendo molto arrabbiare Zach. Ryan invece, per risolvere la questione con Caleb lo sfida a biliardo: se vincerà lui sparirà dalla vita di Lindsay, in caso contrario starà con lei con il suo benestare; Ryan riesce a vincere, ma lascia che la sera di San Valentino lei stia con il padre. Rebecca decide di partire e per salutarla Sandy fa saltare la cena con Kirsten, provocando una frattura nel loro matrimonio; i due si danno anche un bacio d'addio; anche Alex e Marissa si baciano per la prima volta.
- Altri interpreti: Kim Delaney (Rebecca Bloom), Michael Cassidy (Zach Stevens), Shannon Lucio (Lindsay Gardner), T.J. Thyne (Larry Bernstein), Barry Newman (Professore Max Bloom), Olivia Wilde (Alex Kelly), Samantha Quan (Assistente)

## Il test del DNA
- Titolo originale: The Father Knows Best
- Diretto da: Michael Lange
- Scritto da: John Stephens

### Trama
Seth è ossessionato dall'idea che Summer e Zach abbiano fatto l'amore ed ha tutte le intenzioni di scoprirlo ed arriva perfino a chiederlo direttamente all'amico; Caleb invece annuncia di voler riconoscere Lindsay come figlia legittima. Kirsten nel frattempo riceve una visita dell'FBI, ma non rivela nulla riguardo Rebecca. Marissa invece non riesce a confidare a Summer la sua relazione con Alex; Julie, incattivita dalla decisione di Caleb, propone un test del DNA e ne parla anche con Renee, la madre di Lindsay. Summer, non appena viene a sapere di quello che Seth ha chiesto al fidanzato va da lui infuriata, ma poi, gli confessa che non hanno fatto nulla lasciandolo sorpreso e soddisfatto. Kirsten decide di affrontare Rebecca chiedendole di non rovinare tutta la vita costruita insieme a Sandy; lei finalmente capirà di doversene andare e lo farà senza dire nulla a Sandy. Renee invece confida a Ryan di non essere sicura riguardo alla paternità e gli chiede di far cambiare idea alla figlia riguardo al riconoscimento; Ryan e Lindsay così litigano per questo motivo. Zach confida a Seth che durante un viaggio che lui e Summer faranno in Italia spera di trovare la complicità giusta per fare l'amore con lei e Seth risprofonda nella tristezza. Marissa, prima di andare alla festa organizzata in occasione del riconoscimento, trova il coraggio di confidare a Summer che sta con Alex, e scopre che era più facile di quello che pensava. Quando Caleb dice a Lindsay che vuole fare un test di paternità lei ne resta sconvolta e se ne va.
- Altri interpreti: Kim Delaney (Rebecca Bloom), Michael Cassidy (Zach Stevens), Shannon Lucio (Lindsay Gardner), Christopher Lawford (Ross), Kathleen York (Renee Wheeler), Olivia Wilde (Alex Kelly), Danielle Bisutti (Joan), Deirdre M. Smith (Agente Jill Stonerock)

## Le donne della pioggia
- Titolo originale: The Rainy Day Women
- Diretto da: Michael Fresco
- Scritto da: Josh Schwartz

### Trama
È una giornata eccezionalmente piovosa per la California, ed il tempo sembra riflettere l'emotività generale: Seth e Ryan sono giù di morale perché non sentono più le rispettive fidanzata ed ex, e Sandy e Kirsten non riescono più a dialogare. Lindsay comunica a Ryan di aver deciso di non fare il test del DNA e di volersi trasferire a Chicago, ma lui riesce a convincerla a provarci lo stesso. Marissa invece trova il coraggio per dire a sua madre di stare con Alex e lei non la prende bene. Sandy, in seguito ad una sua telefonata, raggiunge Rebecca per convincerla a tornare a Newport e questo fa infuriare ancora di più Kirsten che si ritrova in ufficio a bere scotch e fumare sigari assieme a Julie. Seth decide di ricomprare la sua barca, la Summer Breeze, per riconquistare la sua amata e va da Alex per farsi riassumere, a casa sua incontra Marissa in accappatoio e resta sconvolto scoprendo che stanno insieme; Summer invece non è più convinta del viaggio in Italia. Tornando a casa Sandy e Rebecca trovano la strada chiusa a causa del maltempo e sono costretti a passare la notte in un motel, nonostante le avance però lui non cede e mette una fine alle speranze di lei decidendo di tornare lo stesso a casa. Seth, ritrovata la barca, cerca di convincere Summer ad andare da lui, ma senza successo; nel frattempo i risultati del test sono pronti e decretano finalmente che Lindsay è figlia di Caleb; quando però lei dice di voler partire ugualmente con la madre Ryan ne resta molto deluso. Quando Sandy torna lui e Kirsten fanno la pace e Summer all'ultimo momento decide di non partire e, con la comprensione di Zach, corre da Seth e lo bacia.
- Altri interpreti: Kim Delaney (Rebecca Bloom), Michael Cassidy (Zach Stevens), Shannon Lucio (Lindsay Gardner), Jordan Baker (Elaine Stevens), Devin Sidell (Abigail Stevens), Kathleen York (Renee Wheeler), Olivia Wilde (Alex Kelly), John Maynard (Soldato), Kathleen Mary Carthy (Dr. Snow), Jeff Holman (Camionista), Marcus LaVoi (Mullet Man), Max Burkholder (Ragazzo all'aeroporto), Lisa May (Radio DJ), Gene 'Bean' Baxter (Radio DJ)

## La cartolina
- Titolo originale: The Mallpisode
- Diretto da: Ian Toynton
- Scritto da: Stephanie Savage

### Trama
Ryan non riesce a risollevarsi dopo la partenza di Lindsay e così decide di raggiungerla, Seth però lo convince a svagarsi con lui, Summer e Marissa al centro commerciale; i 4 vi si ritroveranno chiusi dentro e passeranno la notte a divertirsi; Marissa inoltre confessa a Summer che Ryan le piace ancora moltissimo. Anche Caleb sembra sinceramente dispiaciuto per la lontananza di Lindsay e passa un pomeriggio assieme a Sandy cercando di recuperare un anello che Kirsten ha perso: i due finalmente si ricredono l'uno riguardo all'altro. Si presenta in ufficio Lance, ex fidanzato di Julie, per ricattarla con una cassetta porno, girata assieme a lui in gioventù. Nel frattempo Seth litiga con Summer a causa di una cartolina che Zach le ha spedito e di cui lui non sapeva nulla; Alex invece capisce che Marissa non le ha detto la verità riguardo a dove passava la serata nel momento in cui arriva a casa di Caleb e vi trova soltanto Julie che le dice che per la figlia, è soltanto l'ultimo di una lunga serie di passatempi. Essendo stati scoperti dai custodi i 4 fuggono dal centro commerciale e si accorgono di essere tornati il gruppo affiatato di un anno prima; Kirsten invece rimette l'anello che si era tolta nel momento di crisi con Sandy.
- Altri interpreti: Billy Campbell (Carter Buckley), Amber Heard (Ragazza venditrice), Johnny Messner (Lance Baldwin), Olivia Wilde (Alex Kelly), Shaun Cozzens (Pizza Guy), Carrie Ann Nagy (Clara l'addetta alla reception), John Michael Vaughn (Guardia della sicurezza)

## La fiamma della gloria
- Titolo originale: The Blaze of Glory
- Diretto da: Robert Duncan McNeill
- Scritto da: Mike Kelley

### Trama
Julie e Kirsten, per la stesura del Newport Living, devono collaborare con Carter Buckley, un famoso curatore di riviste; la prima però viene ancora ricattata da Lance che promette di mettere sul web il film prima della pubblicazione del giornale. Seth invece fa di tutto per far riavvicinare Ryan e Marissa sperando di tornare il quartetto dell'anno prima: propone così ai due di lavorare insieme per organizzare una festa scolastica; ciò farà ingelosire Alex che percepisce l'affetto che lega ancora i due. Julie decide di chiedere un aiuto legale a Sandy per risolvere la questione e gli confessa tutto; allo stesso tempo cerca di riavvicinarsi alla figlia che però non collabora. Tutti litigano: Ryan e Alex per Marissa, Ryan e Seth per il fatto che quest'ultimo si è fissato con l'idea di farli tornare insieme; Marissa e Alex perché la prima non aveva raccontato di aver passato la notte al centro commerciale in una tenda con l'ex fidanzato. Sandy risolve la questione con Lance comprando i diritti del film, ma ciò non toglie che per averlo dovranno pagare 500 000 dollari: Julie sarà così costretta a rivelare a Caleb la vicenda. Alla festa nel frattempo Alex si presenta con due amici per farla pagare a Ryan ma alla fine, parlando con Marissa, decide che la cosa migliore è lasciarsi e, forse, tornare dai suoi genitori e rimettersi a studiare.
- Altri interpreti: Billy Campbell (Carter Buckley), Johnny Messner (Lance Baldwin), Olivia Wilde (Alex Kelly), LeAnna Campbell (Sidney la prostituta), George Contreras (Punk n. 1), Brandt Jacobus (Studente n. 1), Taivon McKinney (Studente n. 2), Carrie Ann Nagy (Clare), Meg Anderson (Studente al porto)

## Fratelli di sangue
- Titolo originale: The Brothers Grim
- Diretto da: Michael Lange
- Scritto da: J.J. Philbin

### Trama
Ryan riceve una telefonata dal fratello Trey: l'indomani verrà scarcerato; lui e Sandy così vanno in prigione e quest'ultimo decide di ospitarlo a casa loro per qualche giorno; Ryan però non è entusiasta all'idea. Nel frattempo Zach è tornato, solare come sempre, e confessa a Seth che in Italia ha conosciuto una ragazza, Francesca, con la quale è scoccato il colpo di fulmine. Julie confessa a Caleb del film porno e lui dice di voler pagare senza fare una piega, lasciandola sorpresa; sul lavoro le pare che Kirsten abbia una cotta per Carter e pensa sia un moto di ripicca nei confronti della vicenda con Rebecca. Andati a fare shopping Trey viene accusato di aver rubato un orologio e, innocente, ha uno scatto di rabbia e per poco non picchia il commesso; tornato a casa si decide a cercare seriamente un lavoro lasciando credere di essere diventato un bravo ragazzo. Caleb si reca da Lance per il pagamento, ma avvenuto lo scambio, con una minaccia, si fa ridare i soldi e se ne va dopo aver fatto sapere all'ex fidanzato della moglie di essere già a conoscenza del video. Summer, recatasi a casa di Zach, scopre che non c'è nessuna Francesca: in realtà lui ha passato tutta la vacanza in albergo; Ryan e Trey invece litigano perché nella casetta in piscina il primo trova l'orologio del centro commerciale e pensa che lui l'abbia rubato, invece è solo un regalo che Trey voleva fare al fratello. Alla festa per l'inaugurazione della rivista Lance riesce ad infiltrarsi e a scambiare la cassetta di presentazione con quella del porno e Julie fa una pessima figura. Ryan e Marissa tornano a Chino per convincere Trey a tornare a Newport e lui accetta.
- Altri interpreti: Billy Campbell (Carter Buckley), Michael Cassidy (Zach Stevens), Logan Marshall-Green (Trey Atwood), Jordan Baker (Elaine Stevens), Johnny Messner (Lance Baldwin), Christopher Backus (Curtis), Shaun Cozzens (Pornostar), Jeff Witzke (Ragazzo venditore), Sara Holden (Cameriera)

## L'asta di beneficenza
- Titolo originale: The Risky Business
- Diretto da: Norman Buckley
- Scritto da: Cory Martin

### Trama
Sandy si fa incastrare da Kirsten e accetta di diventare il presidente onorario di un'asta di beneficenza che si svolgerà a Newport; Trey lo aiuta con i preparativi, non avendo trovato un lavoro. Caleb e Julie, per far stemperare un po' l'atmosfera riguardo al film porno, decidono di partire per l'Europa e Marissa passerà un po' di giorni a casa Cohen tra la curiosità di tutta la famiglia sul suo rapporto con Ryan. Tutti si impegnano al massimo per la riuscita dell'asta, perfino Seth e Zach che conoscono Carter, che propone loro di rimettere in piedi il loro progetto "Atomic County"; Summer però non è d'accordo. Marissa nel frattempo accompagna Trey alla ricerca di un appartamento e, trovatolo, questi ha bisogno di trovare i soldi per l'affitto anticipato e la caparra. Per poterli avere ruba un prezioso pezzo dall'asta e Ryan se ne accorge proprio il giorno stesso: per mettere le cose a posto si propone di andare a recuperarlo per non mettere in cattiva luce il fratello con il quale, però, è arrabbiatissimo. Seth e Ryan riescono a riaverlo con uno stratagemma e grazie all'aiuto di Summer e Marissa lo riportano all'asta appena in tempo. Marissa presta i soldi a Trey e decide di mettere una buona parola per lui con Ryan.
- Altri interpreti: Billy Campbell (Carter Buckley), Michael Cassidy (Zach Stevens), Logan Marshall-Green (Trey Atwood), Kimberly Oja (Taryn Baker), Danielle Bisutti (Joan), Frank Crim (Affittacamere), Kyle Bornheimer (Norman), Jon Ryckman (Matt)

## Buon compleanno
- Titolo originale: The Rager
- Diretto da: Tony Wharmby
- Scritto da: John Stephens

### Trama
Trey si scusa con Ryan prima di trasferirsi nel nuovo appartamento, ma i due non riescono a chiarirsi, ed i rapporti tra i due sembrano destinati a scomparire; Seth e Zach invece sono sempre più entusiasti all'idea della loro "Graphic Novel" nonostante l'indifferenza di Summer. Carter chiede aiuto legale a Sandy riguardo ad una querela in seguito alla prima uscita del "Newport Living"; i due scoprono così di avere in comune la passione per il surf. Zach e Seth incontrano Reed Carlson, colei che li aiuterà con la pubblicazione e scoprono che si tratta di una donna. Marissa va a trovare Trey nel nuovo appartamento e scopre che presto sarà il suo compleanno: decide così di organizzare una festa a sorpresa, ma quando lo comunica a Ryan lui le chiede di lasciar perdere. Julie, tornata dall'Italia, sembra stia nascondendo qualcosa: infatti si reca da Lance con una pistola e fa finta di volergli sparare; lui si decide finalmente a dargli tutte le cassette e gli confida che da Caleb non ha ricevuto un centesimo per non divulgarle. Seth convince Ryan ad andare da Trey per augurargli buon compleanno, arrivati a casa sua però lo vedono salire su un'auto sospetta e lo seguono; il giorno dopo Ryan scopre che in realtà il tipo sospetto con lui era il suo addetto alla libertà vigilata. Alla fine viene organizzata la festa a sorpresa e tutto sembra andare bene fino a che Summer scopre che Reed è una donna e viene trovata una ragazza svenuta in piscina. Nel frattempo a casa Cohen Sandy organizza una cena con Carter ed Erin, un'amica surfista per cui pare che Carter abbia un debole; quando Kirsten viene a sapere questa notizia ci resta molto male e decide di metterla in guardia da lui dicendole che soffre ancora per il divorzio. Julie e Lance intanto ripensano al passato e finiscono col passare tutta la sera insieme. Intanto Trey si autoaccusa di aver portato alla festa della droga per non far finire Marissa, la padrona di casa, in prigione.
- Altri interpreti: Billy Campbell (Carter Buckley), Marguerite Moreau (Reed Carlson), Michael Cassidy (Zach Stevens), Logan Marshall-Green (Trey Atwood), Aya Sumika (Erin), Nikki Griffin (Jess Sathers), Johnny Messner (Lance Baldwin), Tom Ohmer (Poliziotto), Artie Baxter (Threesome Guy), Brandon Michael Vayda (Ried/Pallanuotista), Paul Walia (Messaggero), Kristi Cobb (Ragazza carina), Eric McIntire (Giocatore di pallanuoto atletico), Zack Stewart (Ragazzo con il bicchiere)

## O.C. Confidential
- Titolo originale: The O.C. Confidential
- Diretto da: Tony Wharmby
- Scritto da: Mike Kelley

### Trama
Ryan e Seth decidono di trovare i veri responsabili dell'incidente della festa ed iniziano ad indagare a scuola con l'aiuto di Marissa che chiede a Jess, la ragazza che è svenuta alla festa, di trovarle un "aggancio" per avere della droga. Sandy invece è occupato nella difesa di Trey e Carter e Kirsten vanno da soli ad una degustazione di vini per lavoro. Il progetto di "Atomic County" procede fin troppo velocemente e Reed invita Zach, Seth e Summer ad una festa indetta dal gruppo editoriale; Caleb, tornato dall'Italia, comunica a Julie che i suoi avvocati la contatteranno presto per parlare del divorzio e lei va a parlarne con Lance che si propone per ucciderlo, ma lei rifiuta e, salutandolo lo bacia, venendo immortalata da un fotografo che il marito le ha messo alle calcagna. Marissa si reca con Ryan al rave a cui l'ha invitata Jess per incastrare Kyle, lo spacciatore, facendo cadere tutte le accuse contro Trey. Summer invece, stufa della festa, si fa dare un passaggio a casa da Zach mentre Seth parla con gli editori. Kirsten e Carter, ubriachi dopo la degustazione, decidono di passare la notte in una suite, ma all'ultimo momento, nonostante le aspettative di lui, riescono a trovare un autista e a tornare a casa. Trey, tornato a casa, vi ritrova Jess, con cui si era appartato alla festa, e ci passa insieme la notte.
- Altri interpreti: Billy Campbell (Carter Buckley), Marguerite Moreau (Reed Carlson), Michael Cassidy (Zach Stevens), Logan Marshall-Green (Trey Atwood), Nikki Griffin (Jess Sathers), Travis Van Winkle (Kyle Thompson), Gary Hershberger (Tom MacGinty), Grant Thompson (Damon), Catherine Kresge (Cherilyn Featherbrook), Johnny Messner (Lance Baldwin), Nathan Peterson (Ragazzo portiere), Jennifer Elizabeth Davis (Mescitrice di vino), David Paluck (Poliziotto), Alexandra Ryan (Ragazza hipster), Graham Sibley (Hipster), Death Cab for Cutie (Loro stessi), Steve J. Termath (Tanyon Carlson), Eric McIntire (Spacciatore)

## Il ritorno della nonna
- Titolo originale: The Return of the Nana
- Diretto da: Ian Toynton
- Scritto da: Josh Schwartz

### Trama
La nonna di Seth, Sophie, chiama per annunciare il suo prossimo matrimonio: così la famiglia Cohen, eccetto Kirsten, parte per Miami per le improbabili nozze; prima però Seth si va a scusare con Summer, che decide sia meglio prendere una pausa. Carter invece comunica a Kirsten di aver trovato un altro impiego e decidono di fare una cena d'addio a casa di lei; anche Zach invita Summer a cena da lui e lei accetta. Marissa si propone di aiutare Trey a trovare un lavoro e i due passano tutto il giorno insieme: dopo averlo trovato lui, per ringraziarla, la invita a cena. Intanto a Miami Seth e Ryan conoscono Mary-Sue, che sfida Seth a shuffleboard mettendo in palio la partecipazione assieme a lei ad un programma televisivo; quello che ancora lui non sa è che il gioco consiste nel leccare via da lei della panna montata! Ryan al bar incontra il ragazzo di lei, molto credente, giunto lì con un gruppo di amici per dare una lezione al suo accompagnatore. Sfortunatamente Summer, a casa di Zach, vedrà il programma e per vendetta bacerà il suo ex ragazzo. Sandy conosce Bobby, il fidanzato della madre e, all'insaputa di lei, lo mette in guardia, facendolo fuggire; quando lei se ne accorge si infuria e se ne va, in seguito Sandy e la madre si chiariscono. Intanto a casa Marissa e Trey esagerano con il bere come anche Carter e Kirsten; questi ultimi si baciano e poi Kirsten, rimasta sola, inizia a bere superalcolici; i primi invece vanno a passeggiare sulla spiaggia e Trey, drogatosi di nascosto, le confida il suo amore e poi tenta di stuprarla, e Marissa per fortuna riesce a scappare dopo averlo colpito.
- Altri interpreti: Billy Campbell (Carter Buckley), Michael Cassidy (Zach Stevens), Logan Marshall-Green (Trey Atwood), Nikki Griffin (Jess Sathers), Anthony John Denison (Bobby Mills), Jaime King (Mary-Sue), Linda Lavin (Sophie 'Nana' Cohen), Krista Kalmus (Pixie), Brian F. Durkin (Cody), Allen Reed (Stanley), Burt Greenburg (Abe), Al Scheckwitz (Irv), Sid Raymond (Stu), Amie Dellavalle (Ragazza ubriaca), Jason Bartley (Buttafuori), Hunt Baker (Frat Guy), Bret Harrison (Swerve), Todd Sherry (Maurice), T.I. (Sé stesso)

## La resa dei conti
- Titolo originale: The Showdown
- Diretto da: Michael Fresco
- Scritto da: John Stephens

### Trama
Trey cerca di chiarire con Marissa, ma lei non è disposta a perdonarlo; Seth invece, non sapendo che lei ne è già a conoscenza, decide di confessare a Summer l'episodio di Miami. Sandy si accorge che Kirsten beve molto e se ne preoccupa; Ryan invece, dal comportamento di Marissa, capisce che c'è qualcosa che non va. Seth e Zach si lanciano l'ennesima sfida per la conquista di Summer che non ha le idee ben chiare su cosa fare. Julie cerca in tutti i modi di salvare il suo matrimonio, ma Caleb non collabora dal momento che ha appena ricevuto gli scatti fatti di nascosto alla moglie in compagnia di Lance. Jess, per vendicarsi delle attenzioni che Trey ha per Marissa cerca di affascinare Ryan, che però non ci sta; Sandy invece parla con Kirsten riguardo al bere e i due litigano. Julie, andata dall'amica per chiedere notizie riguardo a Caleb finisce per scoprire dei problemi tra lei e Sandy e anche il suo avvicinamento all'alcool. Summer invece decide di affrontare Reed una volta per tutte, ma questa la influenza parlandole del suo probabile lancio nel mondo dello spettacolo grazie alla pubblicazione del fumetto. Julie riceve l'avviso di divorzio e Caleb le rivela di sapere tutto della sua vita dandole una settimana per trovare una nuova casa e licenziandola; Sandy e Kirsten litigano ancora e lei se ne va in macchina. Marissa e Ryan, rimasti soli iniziano a baciarsi, ma lei rivede la scena della spiaggia e se ne va scossa, lasciando Ryan con un palmo di naso. Alla presentazione del fumetto Seth e Zach si picchiano e Summer è costretta a scegliere tra i due: decide però di essere stanca di entrambi. Ryan, andato da Marissa vede Trey, che è passato da lei per scusarsi, uscire e fraintende la situazione. Kirsten invece ha un incidente per strada, dopo essersi scusata al telefono con Sandy.
- Altri interpreti: Michael Cassidy (Zach Stevens), Marguerite Moreau (Reed Carlson), Logan Marshall-Green (Trey Atwood), Nikki Griffin (Jess Sathers), Todd Bosley (Leon), Burnadean Jones (Donna in completo), Carrie Ann Nagy (Clare), Robb Reesman (Maitre'd), Matthew J. Williamson (Barista), Jesse Heiman (Nerd lettore di fumetti ammiccante), Ashley Tourc (Mary Cooper)

## Guerre stellari
- Titolo originale: The O.Sea
- Diretto da: Michael Lange
- Scritto da: J.J. Philbin

### Trama
A scuola si sta organizzando il ballo di fine anno e Summer ha intenzione di andarci per essere eletta reginetta dell'anno: dice così a Seth e Zach di decidere tra di loro chi dovrà accompagnarla; Reed invece comunica ai due che il famoso regista George Lucas intende girare un film su "Atomic County" ma che solo uno di loro potrà andare all'appuntamento con lui. Ryan decide di scoprire cosa succede tra Trey e Marissa, ma lei non gli dice nulla e lui sembra sparito. Caleb rimprovera la figlia e i due litigano poiché l'alcolismo è un problema che riguardava anche la madre di Kirsten e lei da a lui tutte le colpe dei loro problemi famigliari. Jess mette la pulce nell'orecchio a Ryan chiedendogli se non gli dà fastidio che il fratello gli passi i suoi scarti e dicendogli che lui è tornato a Chino; andato dal fratello questi gli racconta che è stata Marissa a provarci con lui e glielo giura lasciandolo sconvolto. Per caso incontra Teresa e fa una lunga chiacchierata con lei; questa gli dice di credere a Marissa perché suo fratello lo ha sempre preso in giro. Julie, dopo aver invitato Caleb a cena per l'ultima volta, ha intenzione di dargli una dose letale di sonnifero, ma alla fine non ci riesce; mentre Zach e Seth lanciano una monetina per decidere chi andrà alla cena e chi al ballo: il primo accompagnerà Summer. Seth però inizia a parlare del ballo con Lucas che gli consiglia di non perderselo poiché lui, non avendoci partecipato, durante l'età adulta lo ha rimpianto; Summer invece vedendo Zach sulle spine gli concede di andare a salvare la cena di lavoro. Sandy trova nella borsetta di Kirsten una bottiglia di vodka e decide che il problema è troppo serio per non curarlo. Seth arriva proprio nel momento in cui Summer viene incoronata e apre con lei le danze; arriva anche Ryan scusandosi con Marissa. A casa invece Caleb ha un malore e muore annegato in piscina.
- Altri interpreti: Michael Cassidy (Zach Stevens), Marguerite Moreau (Reed Carlson), Logan Marshall-Green (Trey Atwood), Nikki Griffin (Jess Sathers), Matt McKenzie (Presentatore della festa scolastica), Cynthia Avila (Eva), Navi Rawat (Theresa Diaz), Gilbert Glenn Brown (Ufficiale Patrick), George Lucas (sé stesso), Anthony Jennings (Ballerino di breakdance)

## Il caro estinto
- Titolo originale: The Dearly Beloved
- Diretto da: Ian Toynton
- Scritto da: Josh Schwartz

### Trama
Sono in atto i preparativi per il funerale di Caleb e sia Jimmy che Hailey tornano a casa per parteciparvi; Sandy invece è preoccupato per la moglie ed ha intenzione di farla ricoverare in un centro specializzato per farla disintossicare, anche Seth se ne accorge ed è molto preoccupato, sentendosi in colpa per non essersene accorto prima. Jess coinvolge Trey in un losco affare che vede coinvolti droga e pistole; Ryan lo scopre e il giorno dopo gli ordina di andarsene da Newport. Kirsten, al buffet dopo il funerale, dà spettacolo ubriacandosi e tutti capiscono che è arrivato il momento di farla aiutare da specialisti; quando lei scopre di dover avere un colloquio con un dottore si arrabbia, ma alla fine, grazie soprattutto all'intervento di Seth, si convince che è arrivato il momento di farsi aiutare e parte per il centro. Marissa confida in lacrime a Summer cosa le ha fatto Trey, lei lo dice a Seth che decide di confidarlo a Ryan che, infuriato, decide di chiudere i conti con il fratello una volta per tutte. Ma Trey, pronto per partire con Jess a Las Vegas, inizia a litigare con il fratello al quale punta una pistola in faccia intimandogli di andarsene. Jimmy e Julie invece ritrovano la serenità di un tempo e decidono di provare a tornare insieme, e anche Marissa ne è entusiasta. Avvertita da Seth, questa arriva a casa di Trey, il quale durante la rissa con Ryan sta per uccidere il fratello con un telefono. La ragazza spaventata tenta di fermarlo ma per disperazione prende la sua pistola e gli spara. La stagione termina con Ryan e Marissa, raggiunti successivamente da Seth e Summer, che osservano Trey giacente sul pavimento in una pozza di sangue.
- Altri interpreti: Tate Donovan (Jimmy Cooper), Logan Marshall-Green (Trey Atwood), Garrett M. Brown (Dr. Kenneth Woodruff), Nikki Griffin (Jess Sathers), Amanda Righetti (Hailey Nichol), Darion Basco (Andrew), Doug Burch (Pastore), Kathleen M. Darcy (Infermiera)